# Phish (álbum)
Phish (también conocido como The White Tape) es un álbum lanzado en casete por la banda de rock estadounidense Phish en 1986. El álbum contiene piezas de avant-garde y rock experimental, long pasajes instrumentales, ruidos electrónicos y trucos de estudio, junto a cuatro canciones estándares. El álbum circuló como bootleg más de una década hasta su reedición de 1998.
El álbum fue grabado en un período de tres años e incluye muchos músicos adicionales. Sólo "Alumni Blues", "You Enjoy Myself", "AC/DC Bag", "Dog Log" y "Letter to Jimmy Page" son tocadas por la banda original. Estas pistas fueron grabadas a finales de 1986, poco después de la marcha del guitarrista y cantante Jeff Holdsworth. "You Enjoy Myself" está interpretada a cappella. 
Toda la instrumentación y voces de "Fuck Your Face", "NO2", "He Ent to the Bog" y "Minkin" son de Mike Gordon. 
Toda la instrumentación y voces de "Run Like an Antelope" y "And So to Bed" son de Trey Anastasio. 
"The Divided Sky," "Ingest," y "Fluff's Travels," están interpretadas por Anastasio, el letrista de Phish Tom Marshall, y su amigo Marc Daubert en la percusión. 
En "Aftermath" aparecen Anastasio y Roger Holloway como guitarristas.
"Slave to the Traffic Light" está interpretada por Anastasio, Tom Marshall al teclado y Pete Cottone a la batería.
Además de su lanzamiento en CD, el álbum está disponible desde el 7 de junio de 2006 para ser descargado en los formatos FLAC y MP3 en LivePhish.com.

## Lista de canciones
1. "Alumni Blues" (Anastasio) - 4:11
2. "And So to Bed" (Anastasio) - 4:44
3. "You Enjoy Myself" (Anastasio) - 0:55
4. "AC/DC Bag" (Anastasio) - 4:09
5. "Fuck Your Face" (Gordon) - 2:15
6. "The Divided Sky" (Anastasio) - 1:16
7. "Slave to the Traffic Light" (Abrahams, Anastasio, Pollak) - 4:35
8. "Aftermath" (Anastasio, Holloway) - 2:54
9. "Ingest" (Anastasio) - 1:37
10. "NO2" (Gordon) - 7:37
11. "Fluff's Travels" (Anastasio) - 1:22
12. "Dog Gone Dog" (Anastasio) - 4:03
13. "He Ent to the Bog" (Gordon, McBride) - 3:56
14. "Run Like an Antelope" (Anastasio, Tom Marshall, Pollak) - 6:41
15. "Minkin" (Gordon) - 2:59
16. "Letter to Jimmy Page" (Anastasio) - 1:16

Todas las canciones grabadas entre 1984 y 1986.

## Personal
Trey Anastasio - guitarra, voz
Page McConnell - teclados, voz
Mike Gordon - bajo, voz
Jon Fishman - batería, voz